# Гамбург (Іллінойс)
Гамбург (англ. Hamburg) — селище (англ. village) в США, в окрузі Калгун штату Іллінойс. Населення — 99 осіб (2020).

## Географія
Гамбург розташований за координатами 39°13′57″ пн. ш. 90°42′56″ зх. д. / 39.23250° пн. ш. 90.71556° зх. д. (39.232490, -90.715427).  За даними Бюро перепису населення США в 2010 році селище мало площу 1,70 км², з яких 1,35 км² — суходіл та 0,35 км² — водойми.

## Демографія
Згідно з переписом 2010 року, у селищі мешкало 128 осіб у 57 домогосподарствах у складі 39 родин. Густота населення становила 75 осіб/км².  Було 92 помешкання (54/км²).
Расовий склад населення:
| - 93,8 % — білих - 2,3 % — азіатів - 0,8 % — чорних або афроамериканців - 2,3 % — осіб інших рас |

До двох чи більше рас належало 0,8 %. Частка іспаномовних становила 3,1 % від усіх жителів.
За віковим діапазоном населення розподілялося таким чином: 18,0 % — особи молодші 18 років, 57,0 % — особи у віці 18—64 років, 25,0 % — особи у віці 65 років та старші. Медіана віку мешканця становила 51,6 року. На 100 осіб жіночої статі у селищі припадало 96,9 чоловіків;  на 100 жінок у віці від 18 років та старших — 84,2 чоловіків також старших 18 років.
За межею бідності перебувало 39,0 % осіб, у тому числі 100,0 % дітей у віці до 18 років та 0,0 % осіб у віці 65 років та старших.
Цивільне працевлаштоване населення становило 25 осіб. Основні галузі зайнятості: освіта, охорона здоров'я та соціальна допомога — 52,0 %, будівництво — 36,0 %, фінанси, страхування та нерухомість — 12,0 %.